# Biserica de lemn din Slămnești

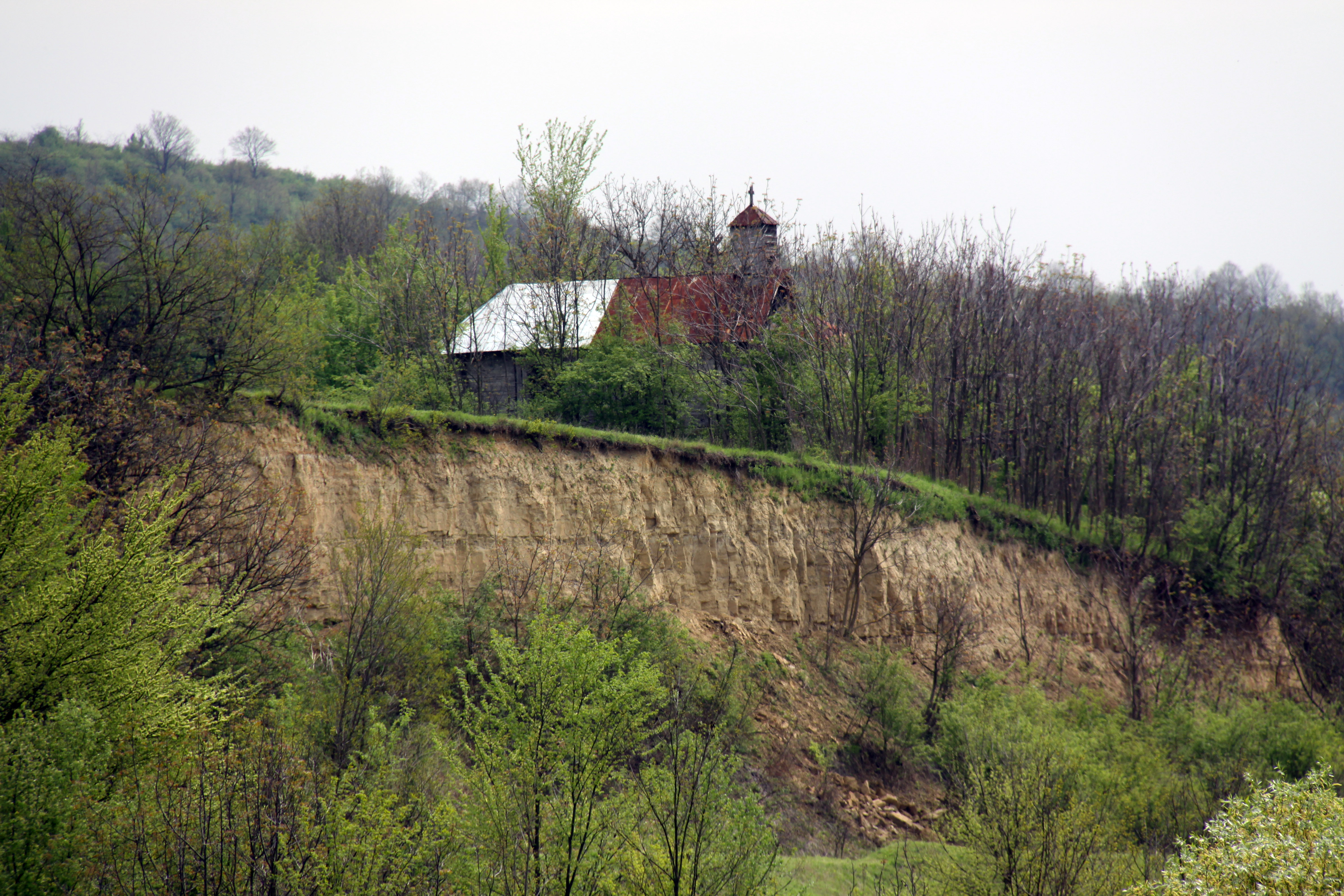
Biserica de lemn din cătunul Mierea Birnici, localitatea Slămneşti, Gorj, foto: 2010

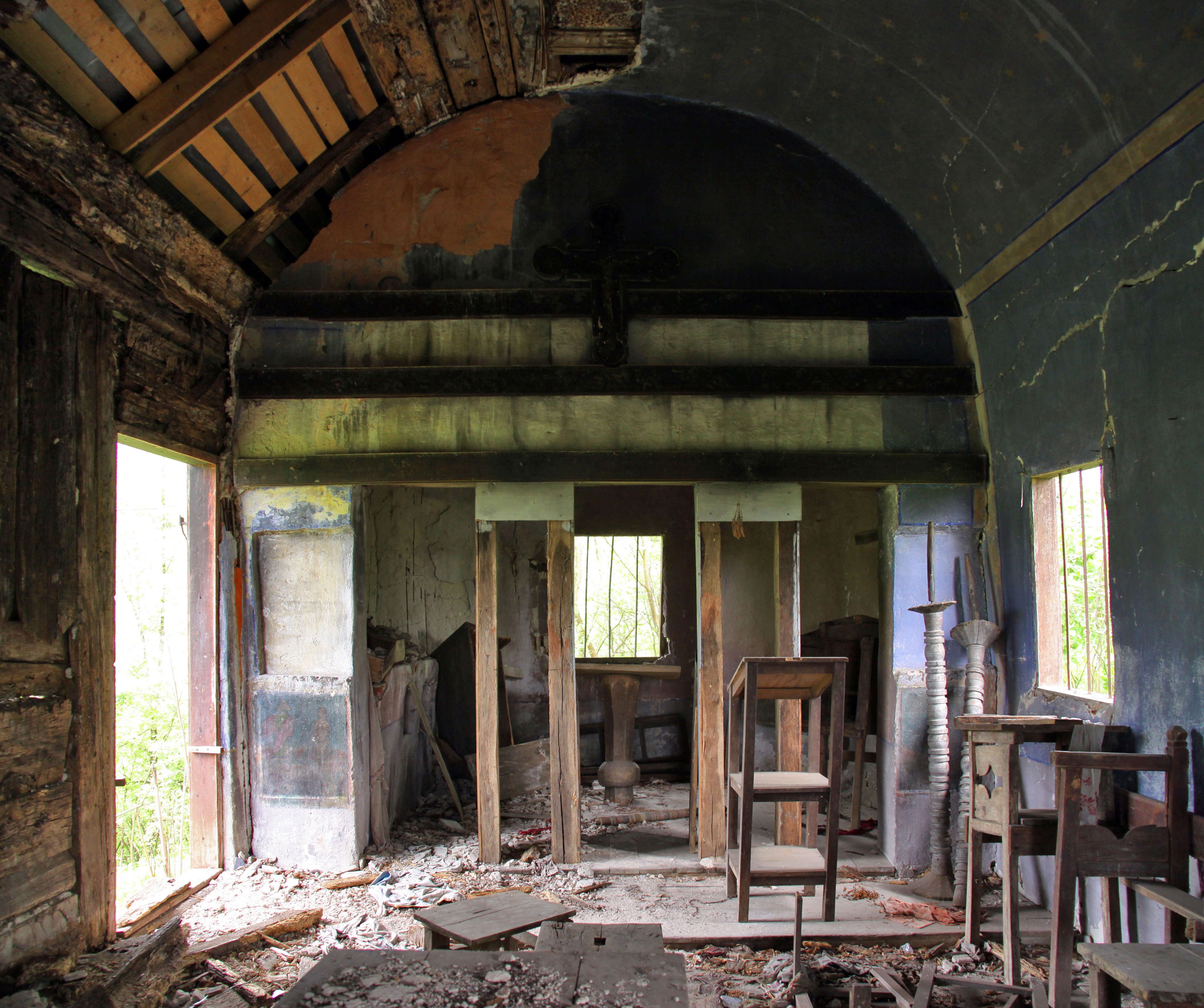
Interiorul bisericii. Foto: 2010

Imaginea iniţială a bisericii din Mierea Birnici (Slămneşti) înainte de transformările ulterioare. Foto: 1926

Biserica de lemn din Slămnești se află izolată și părăsită în cimitirul cătunului Mierea Birnici din localitatea Slămnești, județul Gorj. Biserica a fost refăcută la începutul secolului 20 și prezintă particularitatea de a fi ridicată din lemnele a două biserici vechi de lemn. În biserică se mai păstrează încă câteva piese pictate de secol 19. Biserica lipsește de pe noua listă a monumentelor istorice și de pe orice hartă turistică, cu tot pitorescul așezării sale peste valea Amaradiei. Starea de conservare și lipsa de îngrijire amenință existența ei în viitor.

## Istoric
Construită „nu se știe când”, a fost prefăcută în 1794 de Stroe Slămuescu, diaconul Stanciu, Dumitru Zaharie, Tudor Aluneanu împreună cu cetașii lor. Biserica a fost în transformată în 1907 și 1934.
Pe o ladă țărănească de păstrat haine preoțești în altar se poate citi o inscripție cu următorul text: „Dumitrașcu Avramescu, Mihai Matei, D[u]mitru Mazilu ... Preda Flore, Tănase Pătru, Ion Diacu, cumpărători, 1844 martie 13”.  

## Imagini

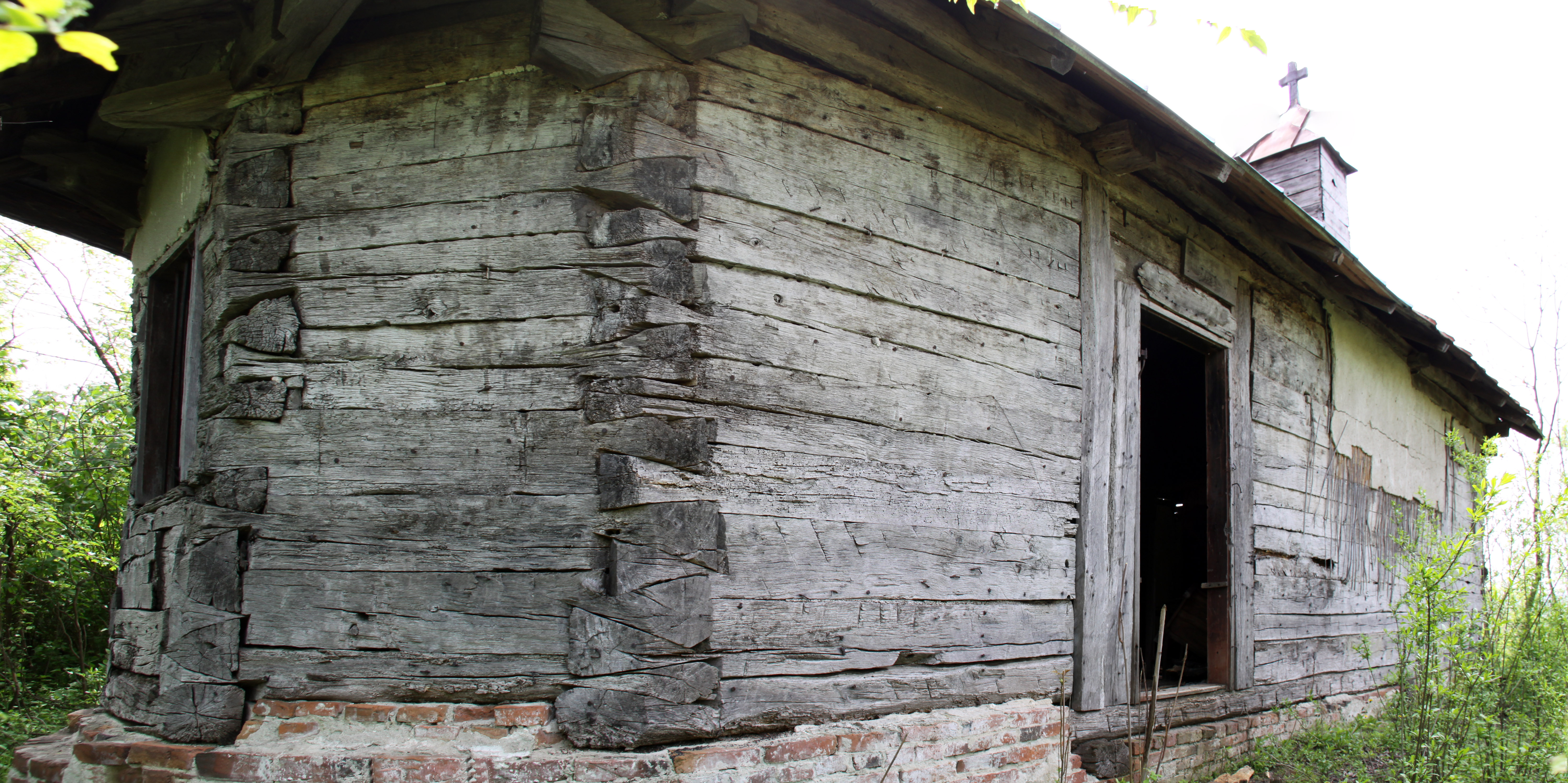
nord-est
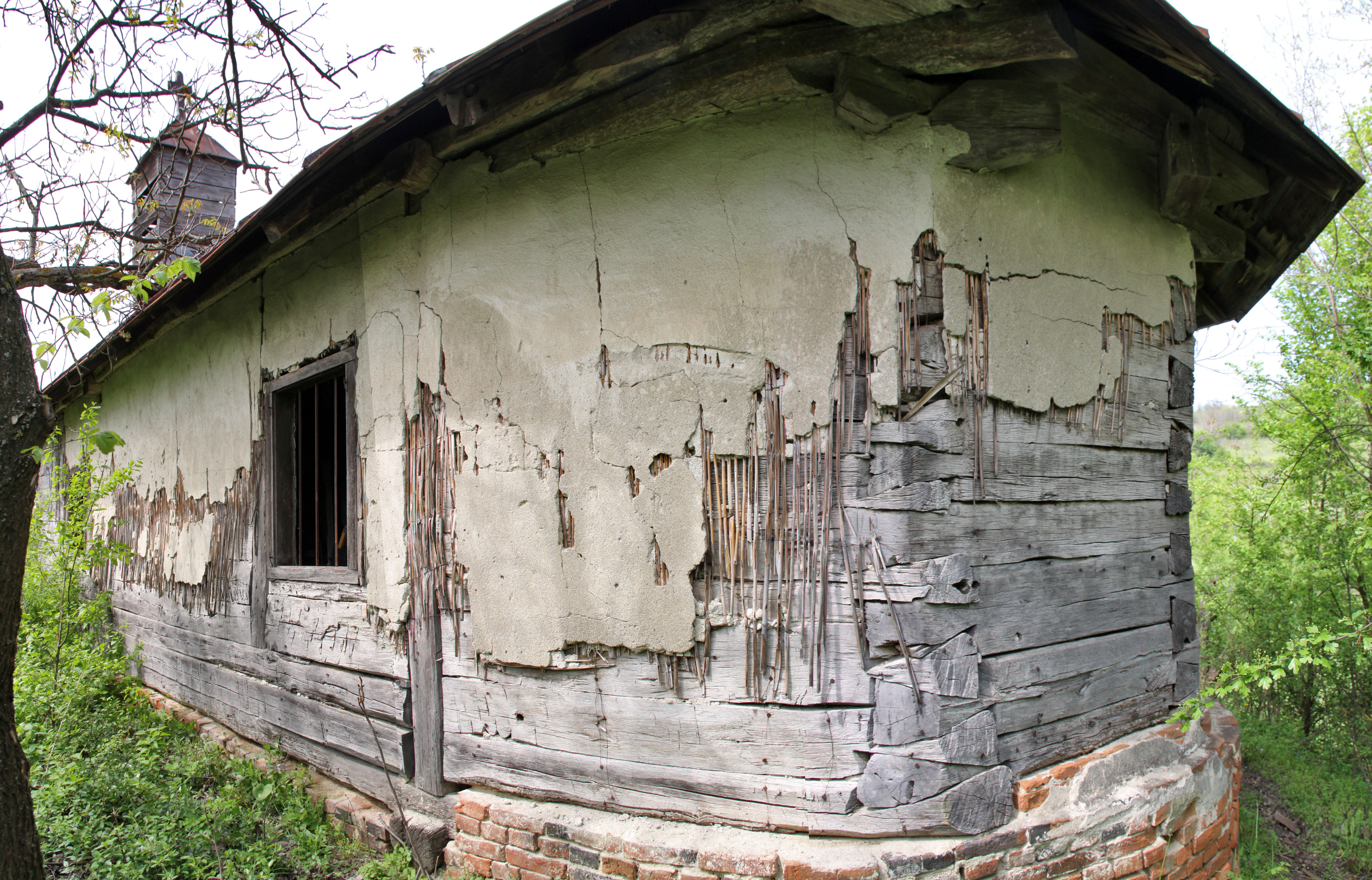
sud-est
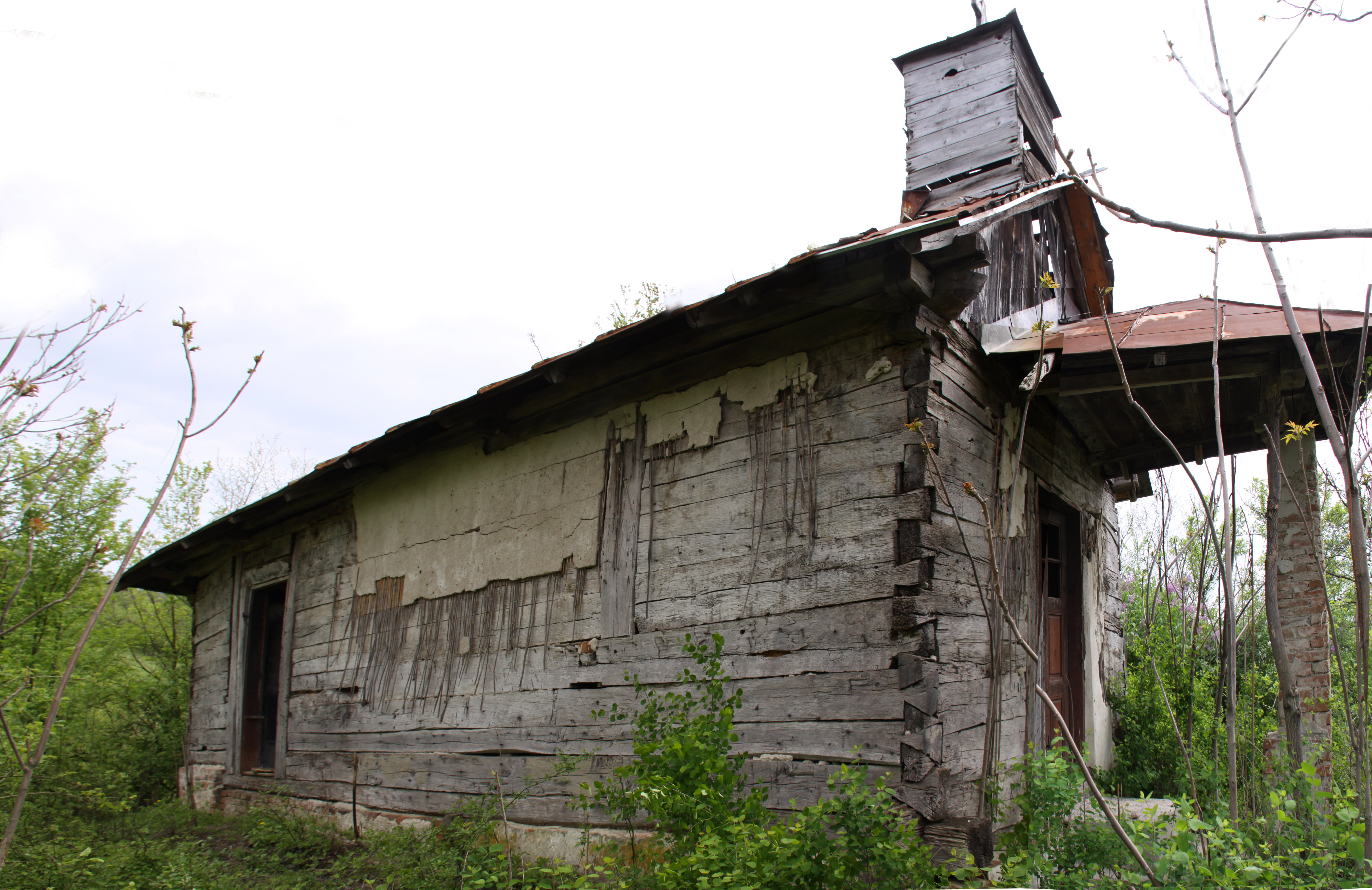
nord-vest
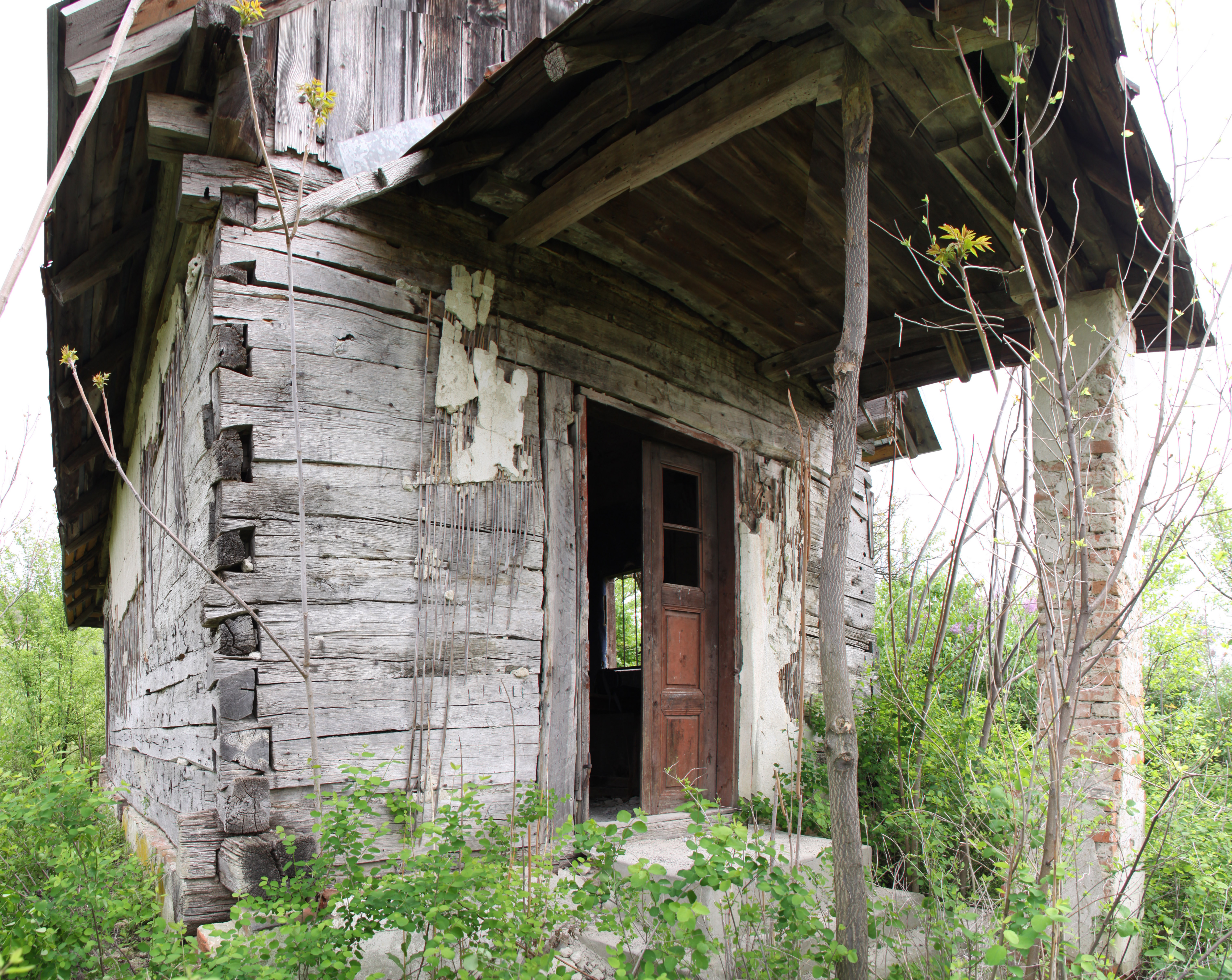
intrare
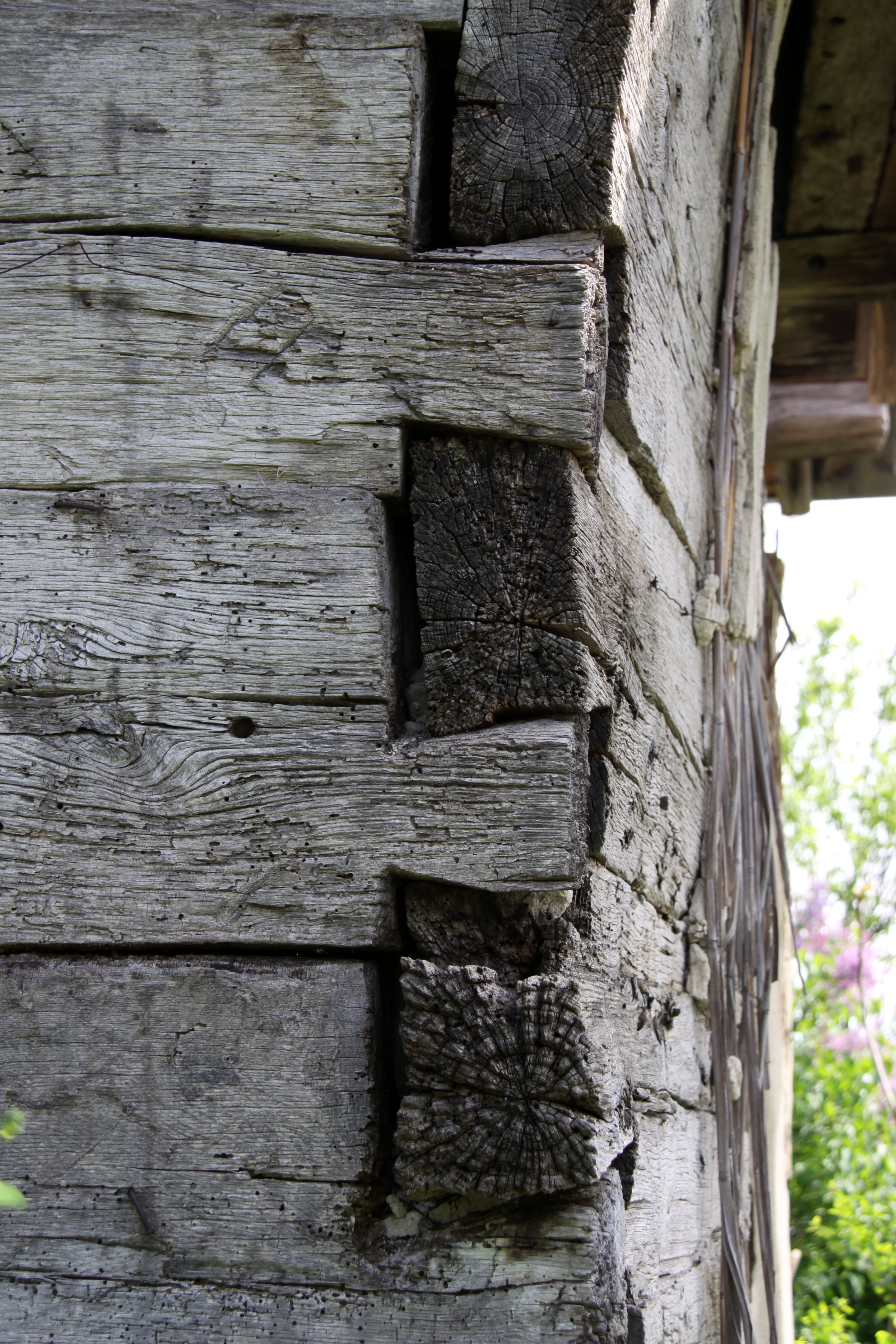
cheotori
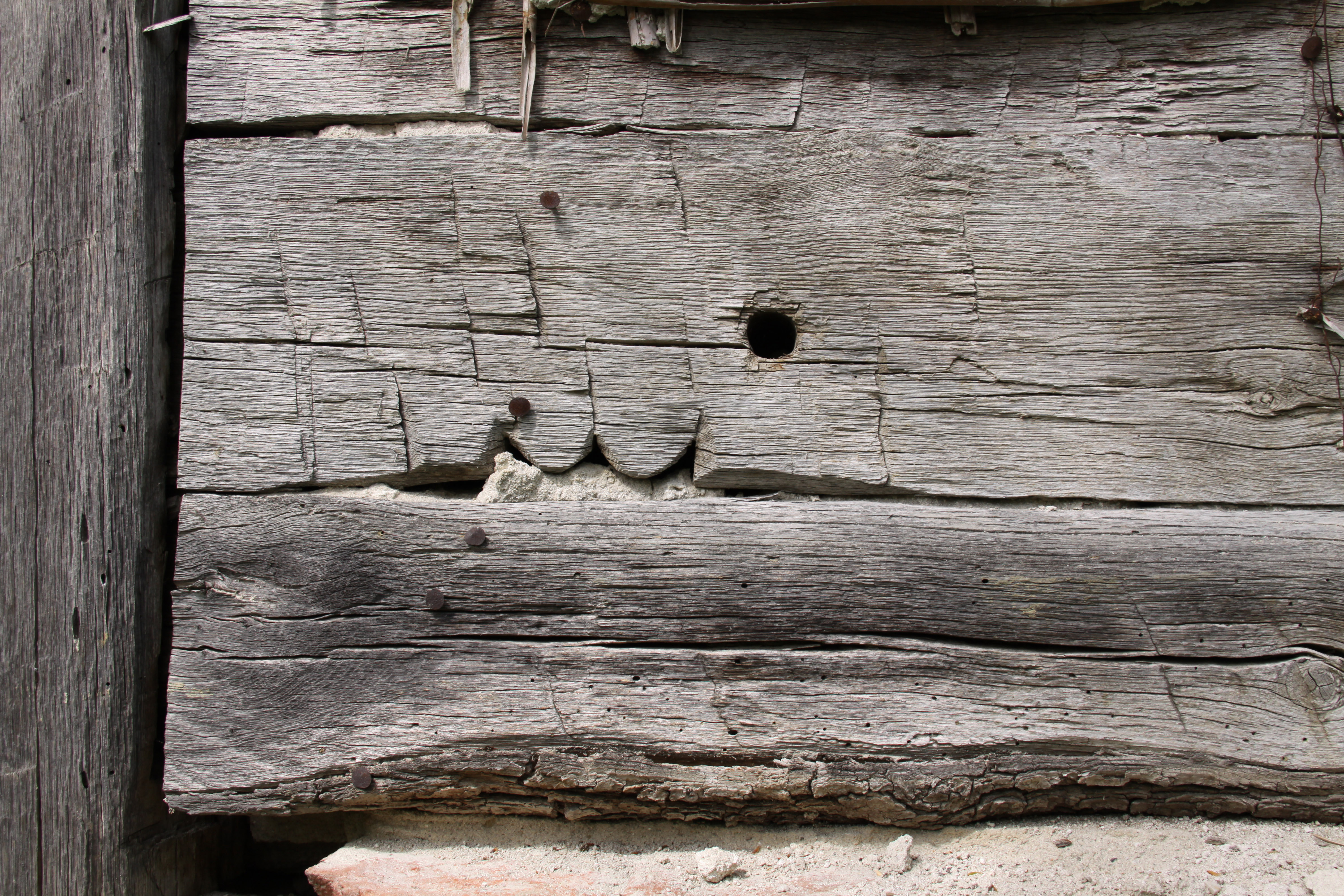
detaliu decorativ de la o altă biserică
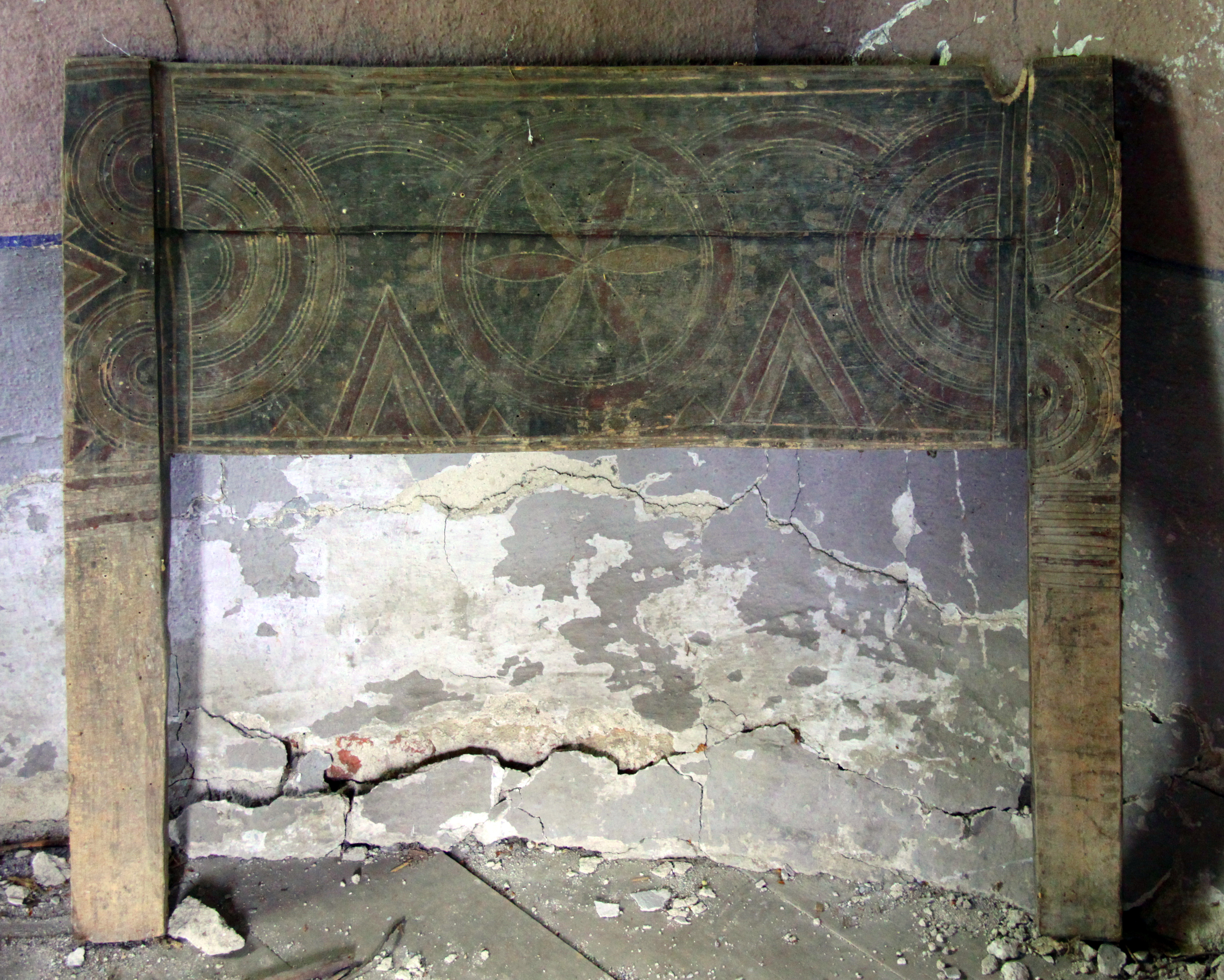
fund de ladă
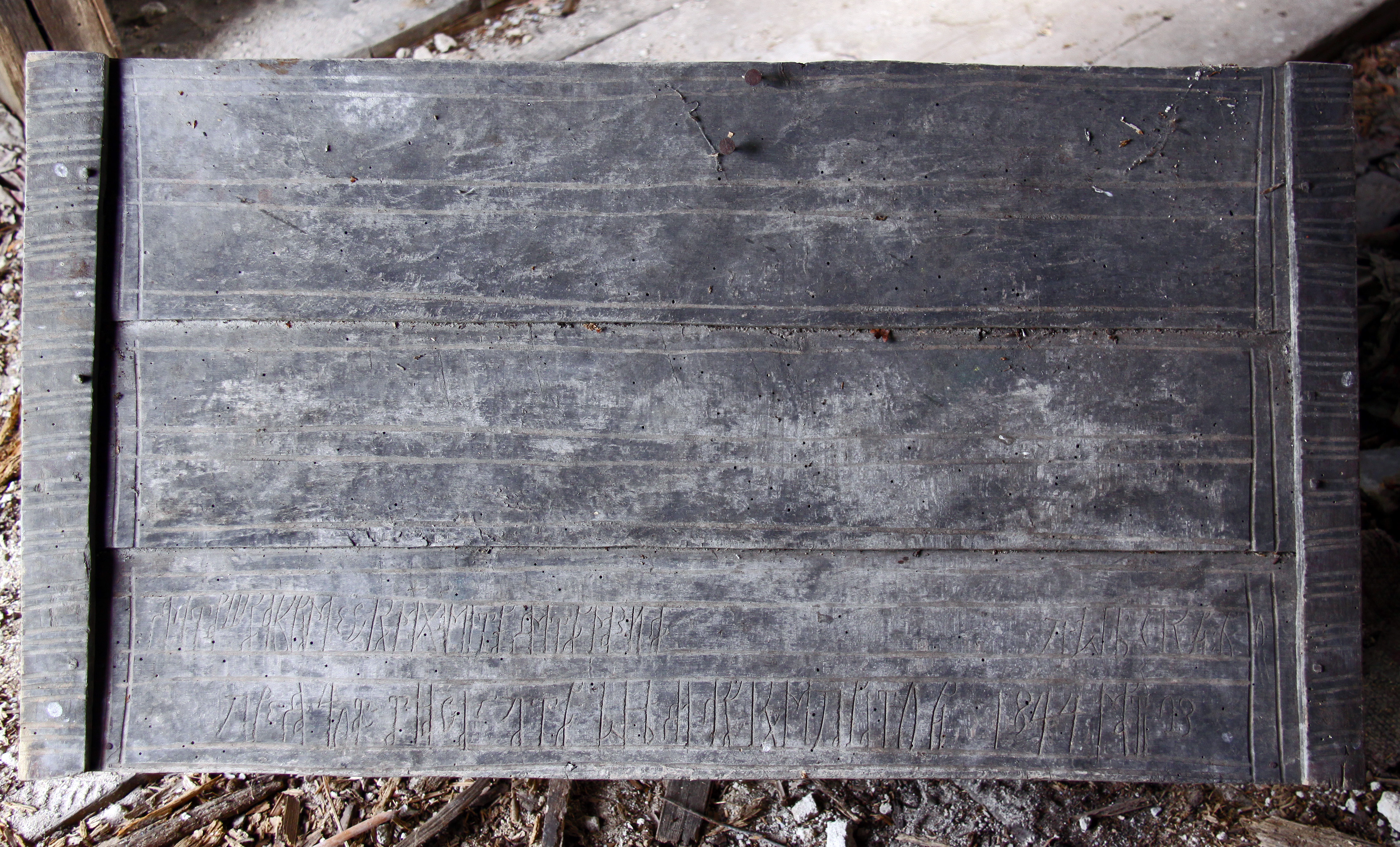
inscripţie din 1844
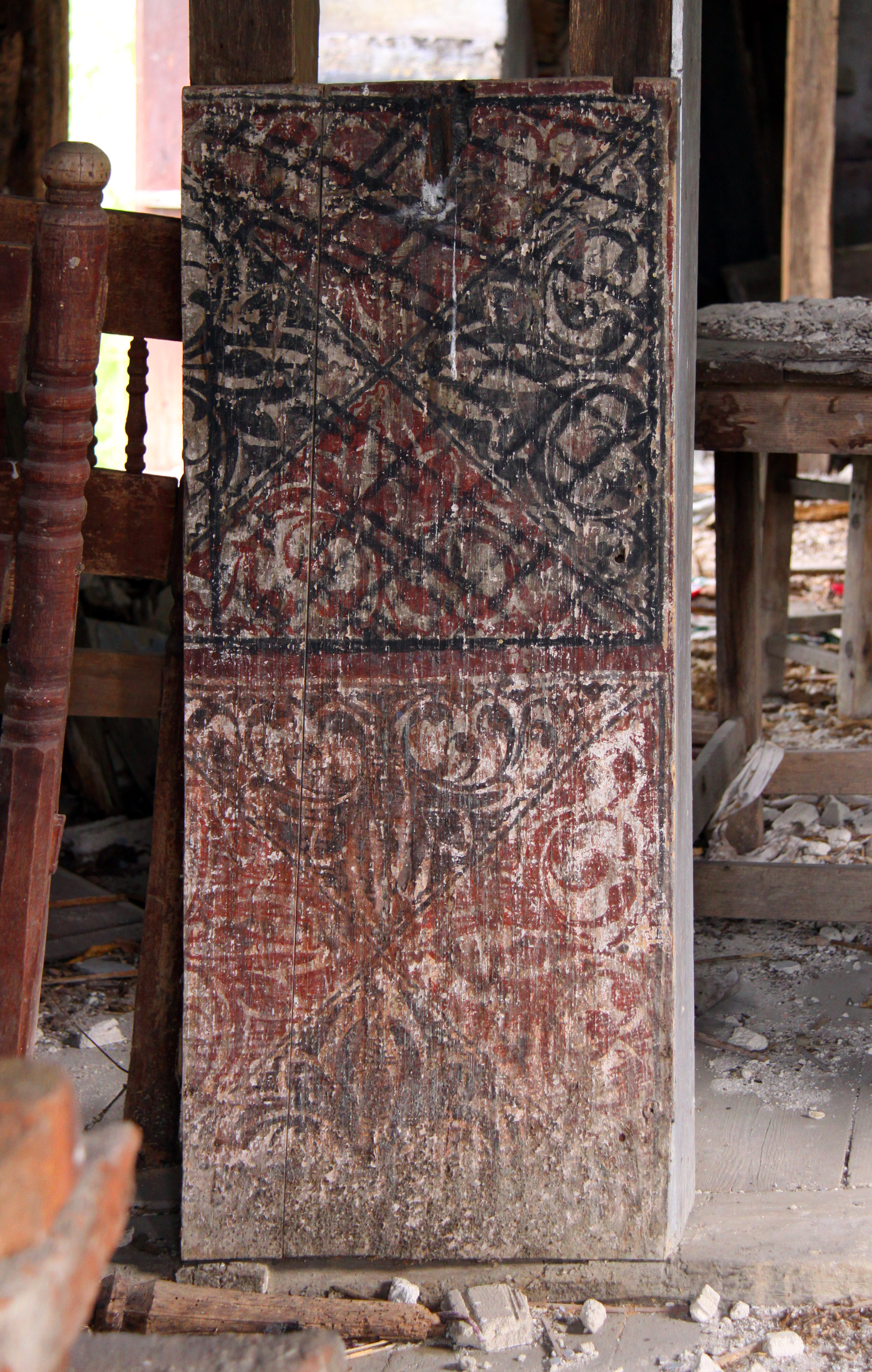
poală icoană
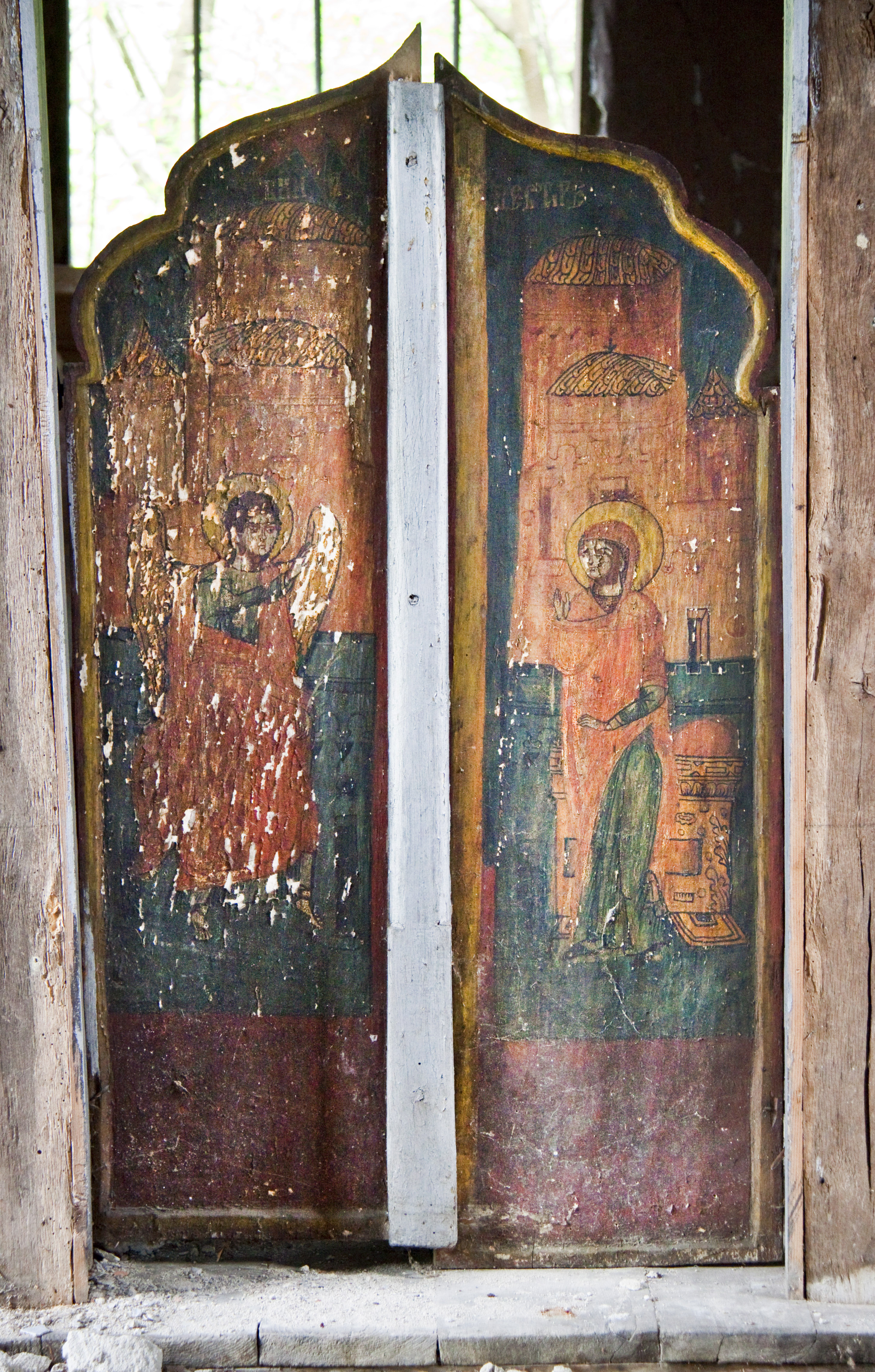
Ușile împărăteşti
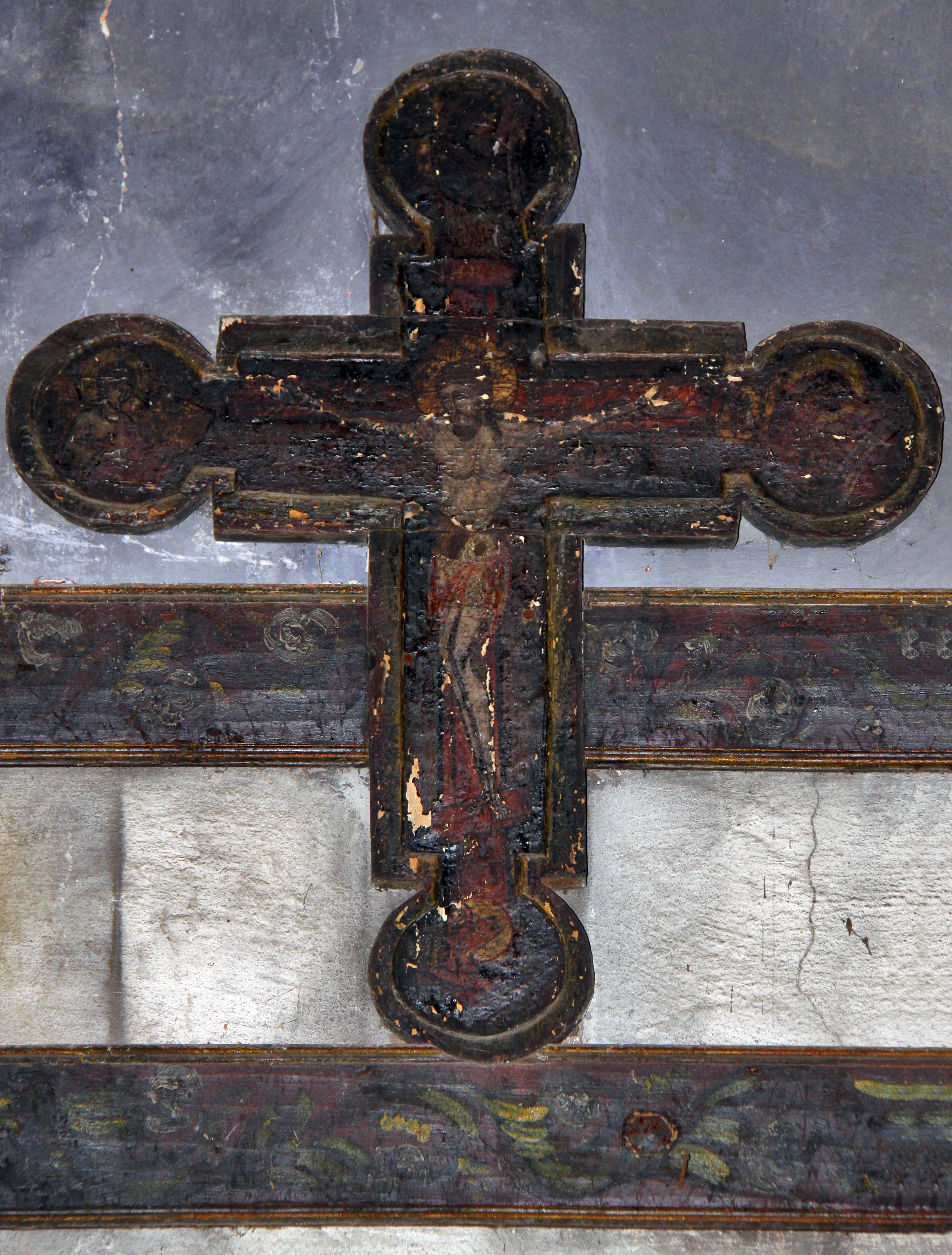
cruce iconostas
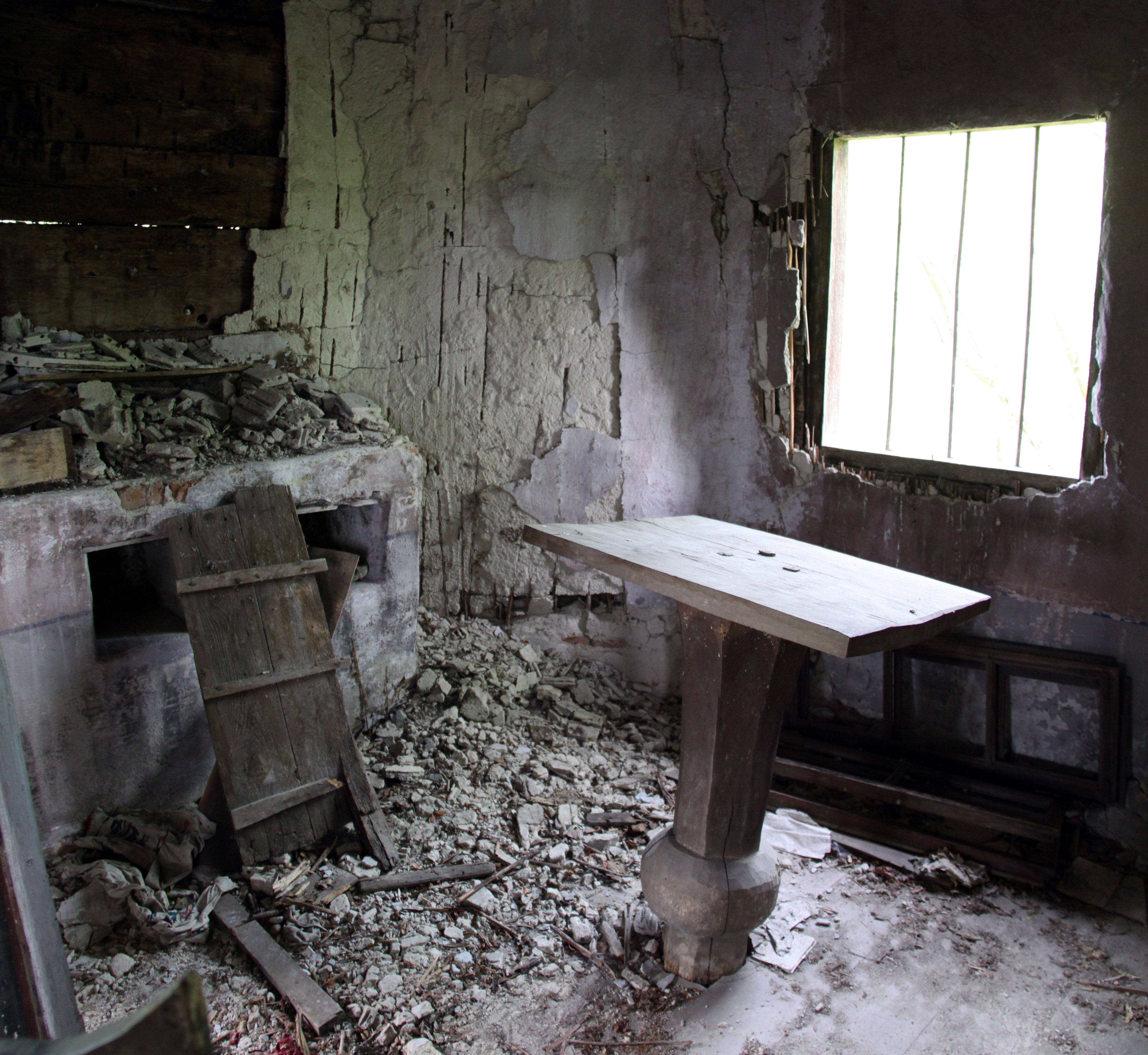
în altar
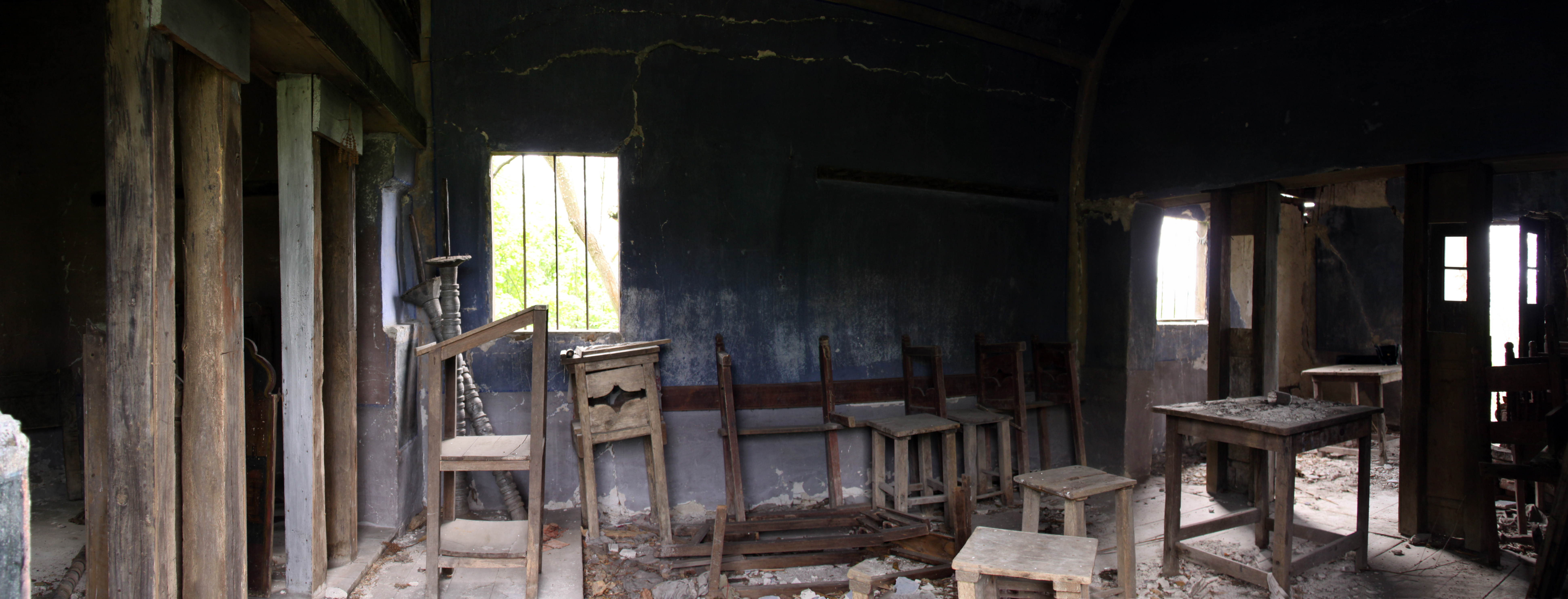
naos
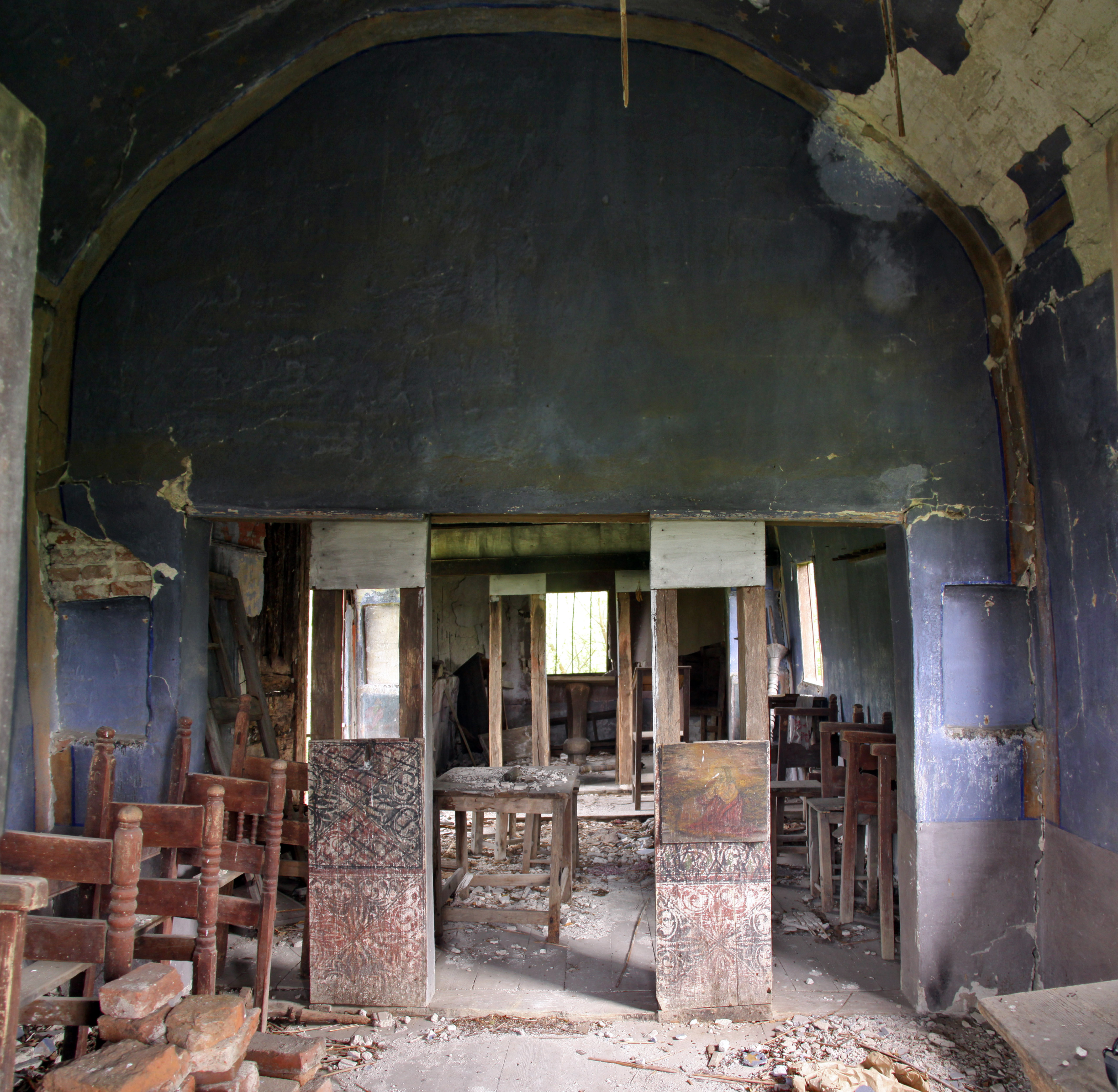
pronaos
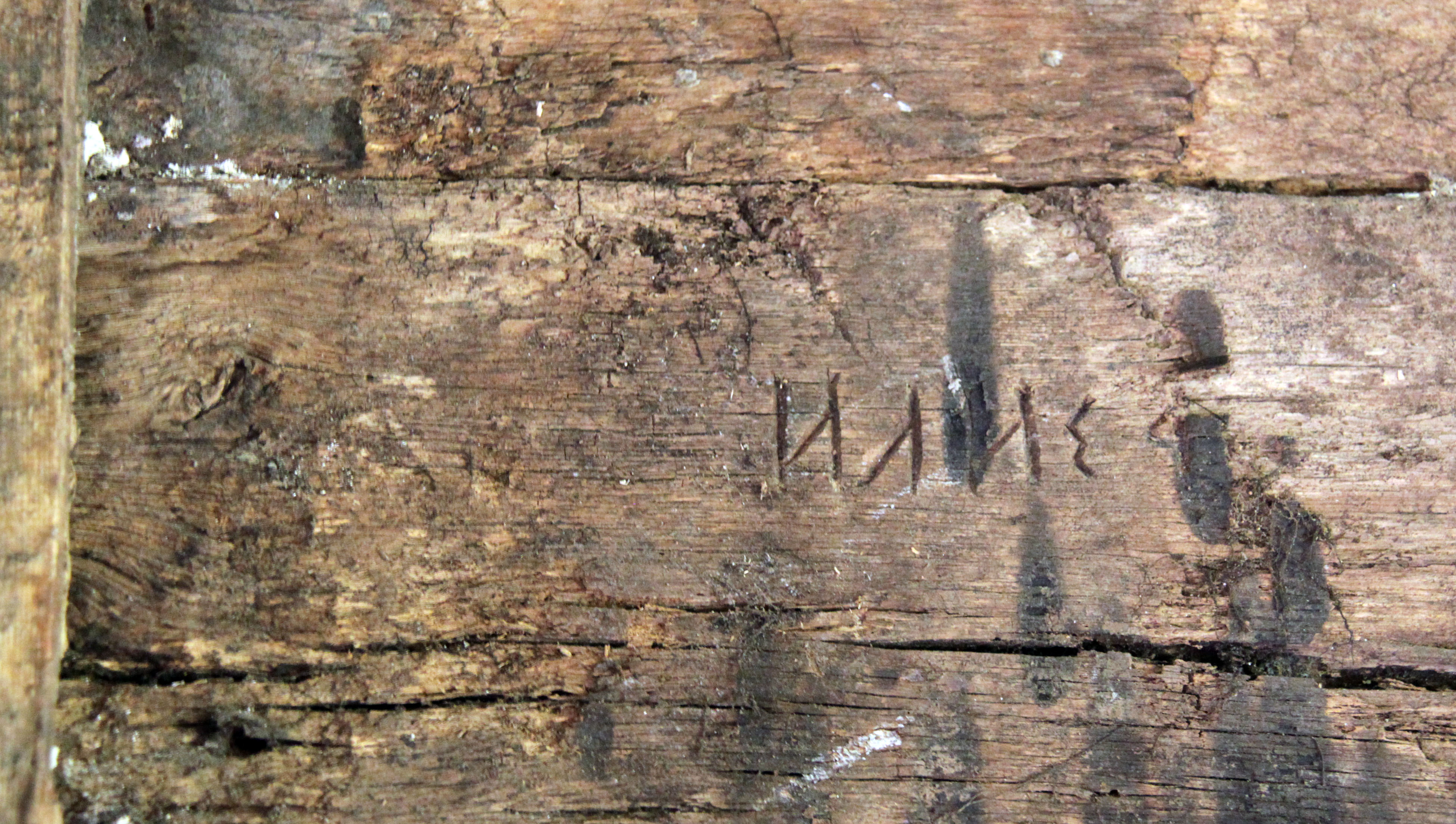
„Ilie”
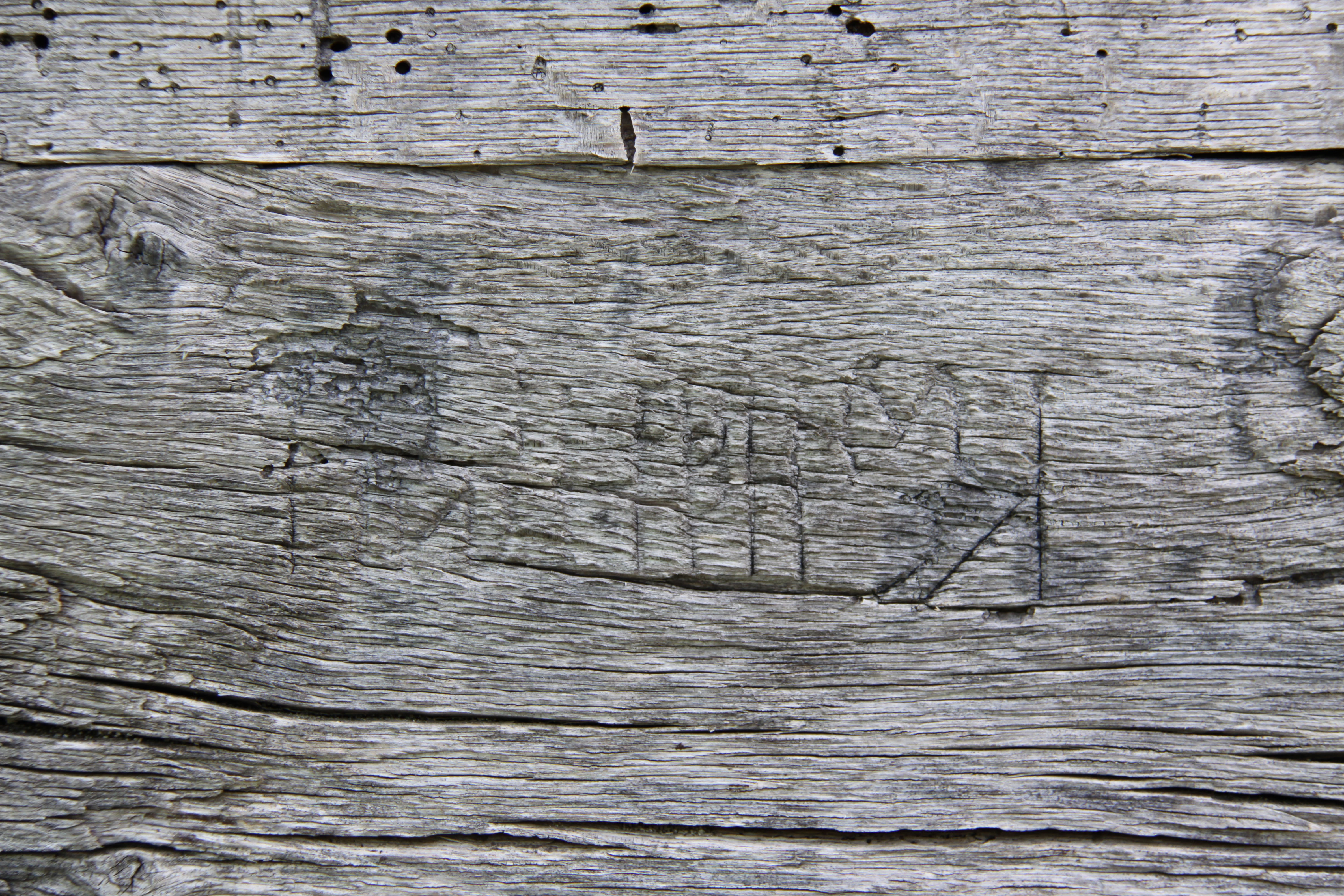
„Costandin”